# Peninsula Doberai

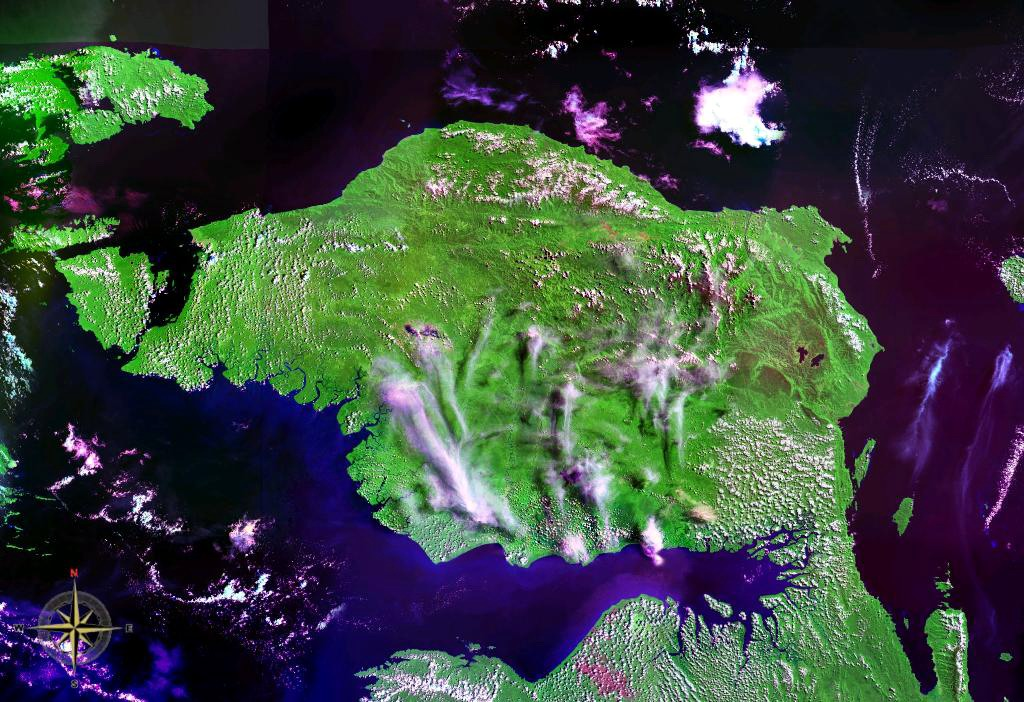
Peninsula Doberai (imagine satelitară)

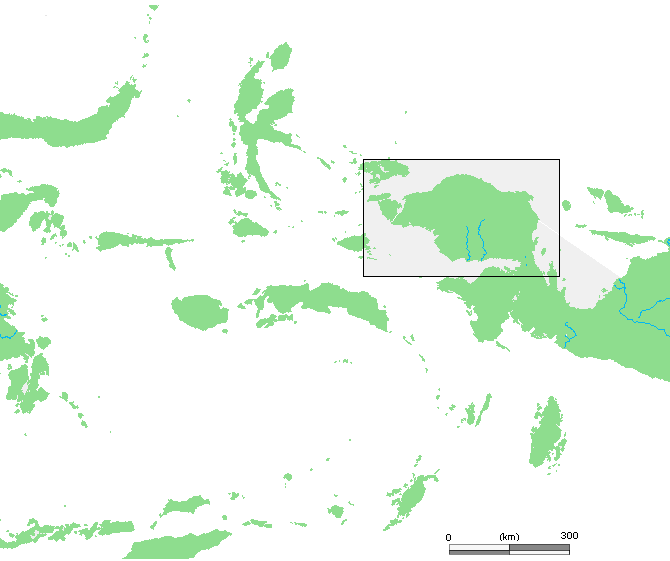
Peninsula Doberai (încadrată)

Doberai (indoneziană: Kepala Burung, olandeză: Vogelkop, în traducere Cap de pasăre) este o peninsulă localizată în partea de nord-vest a insulei Noua Guinee, pe teritoriul provinciei indoneziene Papua de Vest. Are o lungime de 300 km și este lată de 200 km.

## Date geografice
Către est peninsula se învecinează cu Golful Cenderawasih, iar spre sud litoralul său este scăldat de apele golfului Bintuni. La vest, dincolo de strâmtoarea Dampier se află insula Waigeo, ce aparține arhipelagului Raja Ampat, iar dincolo de limita de nord-vest a uscatului se găsește insula Batanta. Spre sud peninsula Doberai se continuă cu peninsula Bomberai.

## Relieful
Partea sudică a peninsulei este joasă, presărată cu o serie de câmpii litorale, în timp ce în nord relieful este montan (printre masivele impunătoare se află și Munții Arfak), înălțimile atingând peste 3.000 metri.

## Flora și fauna

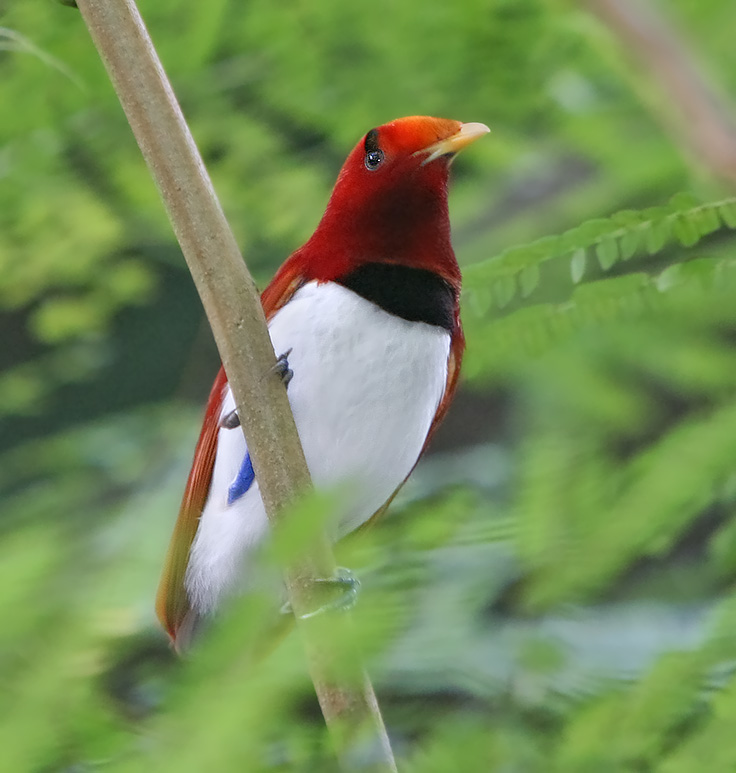
Cicinnurus regius, una dintre speciile insulei

O suprafață de peste 22000 km 2 de pădure situată la o altitudine de peste 1000 m din cadrul peninsulei este inclusă în ecoregiunea pădurii ecuatoriale Vogeltop. Peste 50% din această suprafață aparține unui sistem de arii protejate, care cuprind un număr de peste 300 specii de păsări, dintre care 20 sunt endemice. Construcția de șosele, expansiunea agricolă și exploatările forestiere ilegale sunt principalele amenințări asupra habitatelor prezente în ecoregiunea mai sus menționată. 
Coasta sud-vestică a peninsulei Doberai este inclusă în Parcul Național Teluk Cendrawasih.

## Cultură
Descoperirile arheologice atestă prezența omului cu 26.000 de ani înainte de Hristos.. În zilele noastre, majoritatea așezărilor sunt concentrate în zonele costiere. Principalele activități se reduc la agricultură (cultura porumbului, orezului, arahide, extragerea copra) și vânătoarea. Principalele localități sunt Sorong, în partea de vest și Manokwari în est. Limbile vorbite fac parte din categoria papua, precum și din categoriile Doberai de est și de sud.